# National League 2020-2021 (Inghilterra)
La National League 2020-2021, conosciuta anche con il nome di Vanarama National League per motivi di sponsorizzazione, è stata la 42ª edizione del campionato inglese di calcio di quinta divisione, nonché il 17º con il formato attuale.

## Stagione

### Aggiornamenti
- Il Macclesfield Town, retrocesso dalla Football League Two al termine della stagione precedente, è stato di dichiarato fallito[1] ed escluso dalla National League.[2] In conseguenza di ciò l'organico del campionato è sceso da 24 a 23 partecipanti.

## Squadre partecipanti
| Squadra              | Città                | Stadio                  | Stagione precedente                         |
| -------------------- | -------------------- | ----------------------- | ------------------------------------------- |
| Aldershot Town       | Aldershot            | Recreation Ground       | 18º posto in National League                |
| Altrincham           | Altrincham           | Moss Lane               | 5º posto in National League North, promosso |
| Barnet               | Londra (High Barnet) | The Hive Stadium        | 7º posto in National League                 |
| Boreham Wood         | Borehamwood          | Meadow Park             | 5º posto in National League                 |
| Bromley              | Londra (Bromley)     | Hayes Lane              | 13º posto in National League                |
| Chesterfield         | Chesterfield         | Proact Stadium          | 20º posto in National League                |
| Dagenham & Redbridge | Londra (Dagenham)    | Victoria Road           | 17º posto in National League                |
| Dover Athletic       | Dover                | Crabble Athletic Ground | 11º posto in National League                |
| Eastleigh            | Eastleigh            | Ten Acres               | 16º posto in National League                |
| Halifax Town         | Halifax              | The Shay                | 6º posto in National League                 |
| Hartlepool United    | Hartlepool           | Victoria Park           | 12º posto in National League                |
| King's Lynn Town     | King's Lynn          | The Walks               | 1º posto in National League North, promosso |
| Maidenhead United    | Maidenhead           | York Road               | 21º posto in National League                |
| Notts County         | Nottingham           | Meadow Lane             | 3º posto in National League                 |
| Solihull Moors       | Solihull             | Damson Park             | 9º posto in National League                 |
| Stockport County     | Stockport            | Edgeley Park            | 8º posto in National League                 |
| Sutton United        | Londra (Sutton)      | Gander Green Lane       | 15º posto in National League                |
| Torquay United       | Torquay              | Plainmoor               | 14º posto in National League                |
| Wealdstone           | Londra (Ruislip)     | Grosvenor Vale          | 1º posto in National League South, promosso |
| Weymouth             | Weymouth             | Bob Lucas Stadium       | 3º posto in National League South, promosso |
| Woking               | Woking               | Kingfield Stadium       | 10º posto in National League                |
| Wrexham              | Wrexham              | Racecourse Ground       | 19º posto in National League                |
| Yeovil Town          | Yeovil               | Huish Park              | 4º posto in National League                 |

## Classifica finale
|  | Pos. | Squadra          | Pt | G  | V  | N  | P  | GF | GS | DR  |
|  | ---- | ---------------- | -- | -- | -- | -- | -- | -- | -- | --- |
|  | 1.   | Sutton Utd       | 84 | 42 | 25 | 9  | 8  | 72 | 36 | +36 |
|  | 2.   | Torquay Utd      | 80 | 42 | 23 | 11 | 8  | 68 | 39 | +29 |
|  | 3.   | Stockport County | 77 | 42 | 21 | 14 | 7  | 69 | 32 | +37 |
|  | 4.   | Hartlepool Utd   | 76 | 42 | 22 | 10 | 10 | 66 | 43 | +23 |
|  | 5.   | Notts County     | 70 | 42 | 20 | 10 | 12 | 62 | 41 | +21 |
|  | 6.   | Chesterfield     | 69 | 42 | 21 | 6  | 15 | 60 | 43 | +17 |
|  | 7.   | Bromley          | 69 | 42 | 19 | 12 | 11 | 63 | 53 | +10 |
|  | 8.   | Wrexham          | 68 | 42 | 19 | 11 | 12 | 64 | 43 | +21 |
|  | 9.   | Eastleigh        | 66 | 42 | 18 | 12 | 12 | 49 | 40 | +9  |
|  | 10.  | Halifax Town     | 65 | 42 | 19 | 8  | 15 | 63 | 54 | +9  |
|  | 11.  | Solihull Moors   | 64 | 42 | 19 | 7  | 16 | 58 | 48 | +10 |
|  | 12.  | Dag & Red        | 60 | 42 | 17 | 9  | 16 | 53 | 48 | +5  |
|  | 13.  | Maidenhead Utd   | 56 | 42 | 15 | 11 | 16 | 62 | 60 | +2  |
|  | 14.  | Boreham Wood     | 55 | 42 | 13 | 16 | 13 | 52 | 48 | +4  |
|  | 15.  | Aldershot Town   | 52 | 42 | 15 | 7  | 20 | 59 | 66 | -7  |
|  | 16.  | Yeovil Town      | 52 | 42 | 15 | 7  | 20 | 58 | 68 | -10 |
|  | 17.  | Altrincham       | 47 | 42 | 12 | 11 | 19 | 46 | 60 | -14 |
|  | 18.  | Weymouth         | 39 | 42 | 11 | 6  | 25 | 45 | 71 | -26 |
|  | 19.  | Wealdstone       | 37 | 42 | 10 | 7  | 25 | 49 | 99 | -50 |
|  | 20.  | Woking           | 33 | 42 | 8  | 9  | 25 | 42 | 69 | -27 |
|  | 21.  | King's Lynn Town | 31 | 42 | 7  | 10 | 25 | 50 | 98 | -48 |
|  | 22.  | Barnet           | 31 | 42 | 8  | 7  | 27 | 37 | 88 | -51 |
|  | 23.  | Dover Athletic   | 0  | 0  | 0  | 0  | 0  | 0  | 0  | 0   |

Legenda:
      Promosso in EFL League Two 2021-2022.
  Partecipa ai play-off.
      Ritirato dal campionato.
Regolamento:
Tre punti a vittoria, uno a pareggio, zero a sconfitta.
In caso di arrivo di due o più squadre a pari punti, la graduatoria verrà stilata secondo i seguenti criteri:
- differenza reti
- maggior numero di gol segnati
- maggior numero di vittorie
- classifica avulsa

Note:

A causa dell'annullamento per Covid-19 della National League North e della National League South, per questa stagione non sono previste retrocessioni.
Il Dover Athletic si è ritirato dal campionato il 26 marzo 2021. Tutti i risultati conseguiti fino a quel momento sono stati invalidati.

## Spareggi

### Play-off

#### Tabellone
|  | Quarti di finale | Quarti di finale  | Quarti di finale        |                         |                | Semifinali     | Semifinali           | Semifinali |  |  | Finale | Finale | Finale |  |
|  |                  |                   |                         |                         |                |                |                      |            |  |  |        |        |        |  |
|  |                  |                   |                         |                         |                | 2              | Torquay United (dts) | 4          |  |  |        |        |        |  |
|  |                  |                   |                         |                         |                | 2              | Torquay United (dts) | 4          |  |  |        |        |        |  |
|  |                  |                   |                         | Notts County            | 2              |                |                      |            |  |  |        |        |        |  |
|  | 5                | Notts County      | 3                       | Notts County            | 2              |                |                      |            |  |  |        |        |        |  |
|  | 5                | Notts County      | 3                       |                         |                |                |                      |            |  |  |        |        |        |  |
|  | 6                | Chesterfield      | 2                       |                         |                |                |                      |            |  |  |        |        |        |  |
|  | 6                | Chesterfield      | 2                       |                         | Torquay United | Torquay United | 1                    |            |  |  |        |        |        |  |
|  |                  |                   |                         |                         |                |                |                      |            |  |  |        |        |        |  |
|  |                  |                   | Hartlepool U. (5-4 dcr) | Hartlepool U. (5-4 dcr) | 1              |                |                      |            |  |  |        |        |        |  |
|  |                  |                   |                         | Hartlepool U. (5-4 dcr) | 1              |                |                      |            |  |  |        |        |        |  |
|  |                  |                   |                         |                         |                |                |                      |            |  |  |        |        |        |  |
|  |                  |                   |                         |                         |                |                |                      |            |  |  |        |        |        |  |
|  |                  | 3                 | Stockport County        | 0                       |                |                |                      |            |  |  |        |        |        |  |
|  |                  |                   |                         | 0                       |                |                |                      |            |  |  |        |        |        |  |
|  |                  |                   |                         | Hartlepool United       | 1              |                |                      |            |  |  |        |        |        |  |
|  | 4                | Hartlepool United | 3                       | Hartlepool United       | 1              |                |                      |            |  |  |        |        |        |  |
|  | 4                | Hartlepool United | 3                       |                         |                |                |                      |            |  |  |        |        |        |  |
|  | 7                | Bromley           | 2                       |                         |                |                |                      |            |  |  |        |        |        |  |

#### Quarti di finale
|                | Risultati |              | Luogo e data              |
| -------------- | --------- | ------------ | ------------------------- |
| Notts County   | 1-0       | Chesterfield | Nottingham, 5 giugno 2021 |
| Hartlepool Utd | 3-2       | Bromley      | Hartlepool, 6 giugno 2021 |
|                |           |              |                           |

#### Semifinali
|                  | Risultati |                | Luogo e data              |
| ---------------- | --------- | -------------- | ------------------------- |
| Torquay Utd      | 4-2 (dts) | Notts County   | Torquay, 12 giugno 2021   |
| Stockport County | 0-1       | Hartlepool Utd | Stockport, 13 giugno 2021 |
|                  |           |                |                           |

#### Finale
|             | Risultati     |                | Luogo e data            |
| ----------- | ------------- | -------------- | ----------------------- |
| Torquay Utd | 1-1 (4-5 dcr) | Hartlepool Utd | Bristol, 20 giugno 2021 |
|             |               |                |                         |